# Karl Schulz (Jurist)

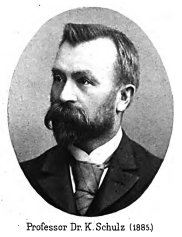
Karl Schulz

Karl Ferdinand Schulz (* 31. Oktober 1844 in Salzungen; † 15. März 1929 in München) war ein deutscher Jurist, Bibliothekar und Alpinist.

## Leben
Der Vater von Karl Schulz war Rechtsanwalt sowie Oberbürgermeister von Salzungen, später Abgeordneter im Meininger Landtag und Geheimer Regierungsrat in Meiningen. In Salzungen geboren, besuchte Karl Schulz das Gymnasium Bernhardinum in Meiningen. Danach studierte er Rechtswissenschaften in Heidelberg, Berlin und Jena. 1867 absolvierte er das Referendarexamen und wurde in Heidelberg promoviert. Anschließend war er an verschiedenen Thüringer Gerichten tätig. Nach seinem Assessorexamen 1872 und der Habilitation (über den Sachsenspiegel) wurde er 1875 Privatdozent in Jena und 1878 außerordentlicher Professor. Er lehrte unter anderem Deutsche Rechtsgeschichte, Deutsches Privatrecht und Wechselrecht.
Am 1. Oktober 1879 wurde Schulz erster Bibliothekar des neu gegründeten Reichsgerichts in Leipzig. 1898 folgte dort seine Ernennung zum Oberbibliothekar und 1909 zum Direktor der Bibliothek. Basierend auf dem Bestand des Reichsoberhandelsgerichts baute Schulz durch das umfassende Sammeln zeitgenössischer und antiquarischer Fachliteratur die größte juristische Bibliothek Deutschlands auf. Bis 1917 wuchs die Bibliothek des Reichsgerichts von ursprünglich 20.000 auf 170.000 Bände an. Schulz war außerdem Mitbegründer des Centralblatts für Bibliothekswesen (1884) und 1900 an der Gründung des Vereins Deutscher Bibliothekare beteiligt. 1907 erhielt er den Titel eines Geheimen Regierungsrats. Am 1. April 1917 trat er in den Ruhestand. Im gleichen Jahr wurde er mit dem Königlich Preußischen Kronen-Orden 2. Klasse ausgezeichnet.
Karl Schulz heiratete 1891 Helene Schröder, mit der er eine Tochter und einen Sohn hatte. Privat betätigte er sich als Bergsteiger im alpinen Hochgebirge und berichtete über seine Touren in Fachzeitschriften. Er war auch anderweitig journalistisch tätig und schrieb unter anderem Theaterkritiken. Als Alpinist gelang ihm unter anderem 1884 die Erstbesteigung des dritthöchsten Gipfels der Brentagruppe, dem 3135 m hohen Crozzon di Brenta. Zudem war er aktiv im Vorstand der Sektion Leipzig des Deutschen und Oesterreichischen Alpenvereins tätig und bedeckte 1885 das Amt des Ersten Vorsitzenden.

## Schriften (Auswahl)
- Festgabe zum fünfzigjährigen Amtsjubiläum seiner Excellenz des Herrn Reichsgerichtspräsidenten Dr. Eduard Simson am 22. Mai 1883. Zur Literärgeschichte des Corpus Juris Civilis. Leipzig 1883.
- Das Recht des Autors aus § 26 des Verlagsgesetzes. Gutachten. Leipzig 1904, OCLC 694996699.
- Die Adamello Gruppe. In: Deutscher und Österreichischer Alpenverein (Hrsg.): Die Erschliessung der Ostalpen: II. Band. Die Centralalpen westlich vom Brenner Bearbeitet von Eduard Richter. Verlag des Deutschen und Oesterreichischen Alpenvereins, Berlin 1894, S. 177–244.
- Die Brenta Gruppe. In: Deutscher und Oesterreichischer Alpenverein (Hrsg.): Die Erschliessung der Ostalpen: III. Band. Die Centralalpen östlich vom Brenner und die südlichen Kalkalpen. Bearbeitet von Eduard Richter. Verlag des Deutschen und Oesterreichischen Alpenvereins, Berlin 1894, S. 296–349 (Digitalisat).